# Peter Gelderloos
Peter Gelderloos, né en 1982 à Morristown, est un philosophe, activiste et théoricien anarchiste américain.
En 2005, il est notamment l'auteur de How Nonviolence Protects the State, publié en français en 2018 sous le titre Comment la non-violence protège l'État : Essai sur l'inefficacité des mouvements sociaux .

## Comment la non-violence protège l'État(2005)
Dans son livre Comment la non-violence protège l'État : Essai sur l'inefficacité des mouvements sociaux (traduit en français en 2018), l'auteur critique et définit la non-violence comme étant inefficace, raciste, étatique, patriarcale, tactiquement et stratégiquement inférieure à l'engagement militant, et bercée d'illusions.
Il affirme que l'histoire traditionnelle dissimule l'impact réel de la non-violence, en ignorant l'implication des militants dans des mouvements tels que le mouvement pour l'indépendance de l'Inde et le mouvement des droits civiques et donnant une fausse image de Gandhi et de Martin Luther King, en les décrivant comme étant les militants les plus actifs de ces mouvements. Il soutient de plus que la non-violence est généralement prônée par les blancs privilégiés qui s'attendent à ce que les « personnes opprimées, qui sont pour beaucoup des personnes de couleur, souffrent patiemment sous une violence de plus en plus forte, jusqu'à ce que le Père Blanc soit influencé par les revendications du mouvement ou que les pacifistes parviennent à réunir une légendaire « masse critique » ». Il ajoute que la plupart du temps, les manifestations non violentes sont contrôlées par l'état et ne constituent de ce fait aucune menace.
Il compare également les mobilisations pacifistes contre la guerre du Vietnam et la guerre en Irak pour montrer leur inefficacité. Il explique que si le premier conflit a été interrompu, c'est du fait de son coût et des mutineries. La mobilisation non-violente seule n'y est pour rien et, de fait, dans le cas de la guerre en Irak, elle n'a donné aucun résultat malgré son ampleur.

## L'Échec de la non-violence: Du printemps arabe à Occupy(2013)
Le livre, qui entend s'adresser à un public militant plus large que le milieu anarchiste, pose trois principales thèses. Comme dans Comment la non-violence protège l'État, l'auteur montre de façon empirique à travers plusieurs exemples l'inefficacité de la non-violence, contrairement à la diversité des tactiques. Il analyse ensuite la non-violence comme employée explicitement ou implicitement par les militants des classes dominantes pour entretenir les structures en place. Enfin, il développe sa théorie de la diversité des tactiques sur la base d'un examen critique de l'opposition entre violence et non-violence et du trio objectif-stratégie-tactique.

## Publications
(liste non exhaustive)

### En anglais
- (en) Peter Gelderloos, sur The anarchist library.
- (en) Peter Gelderloos sur libcom.org.
- (en) What is Democracy ?. See Sharp Press, 2004,  (ISBN 0-00-005219-1).
- (en) How Nonviolence Protects the State, Signalfire Press, 2005, South End Press,  (ISBN 978-0-89608-772-9), [lire en ligne].
- (en) Anarchy Works, Ardent Press, 2010, [lire en ligne].
- (en) The Failure of Nonviolence: From the Arab Spring to Occupy, Left Bank Books, 2013, 2015, traduction en français de l'introduction.
- (en) Worshipping Power : An Anarchist View of Early State Formation, AK Press, 2017.
- The Solutions are Already Here: Strategies for Ecological Revolution from Below, Pluto Press, 2022.

### En français
- Comment la non-violence protège l'État : Essai sur l'inefficacité des mouvements sociaux, trad. Nicolas Cazaux et Arthur Fontenay, préf. Francis Dupuis-Déri, Herblay, Éditions Libre, 2018, 235p.,  (ISBN 978-2-9556782-4-4), présentation éditeur, [lire en ligne].
  - « Comment la non-violence protège l’État – Chapitre 1 (traduction française) », Violence ? Parfois oui...,‎ 18 décembre 2012 (lire en ligne)
- Peter Gelderloos, « L'anarchisme fonctionne », Bibliothèque anarchiste,‎ 1er janvier 2010 (lire en ligne)
- L'échec de la non-violence : Du printemps arabe à Occupy, trad. Fausto Giudice, Herblay, Éditions Libre, 2019, 464p.,  (ISBN 978-2-490403-08-0), présentation éditeur.
- Stratégies pour une révolution écologique et populaire, Herblay, Éditions Libre, 2023, 328p., présentation éditeur